# Gran Premio d'Ungheria 2023
Il Gran Premio d'Ungheria 2023 è stata l'undicesima prova della stagione 2023 del campionato mondiale di Formula 1. La gara si è disputata domenica 23 luglio sul circuito dell'Hungaroring di Budapest, in Ungheria, ed è stata vinta dall'olandese Max Verstappen su Red Bull Racing-Honda RBPT, al quarantaquattresimo successo in carriera; Verstappen ha preceduto all'arrivo il britannico Lando Norris su McLaren-Mercedes ed il suo compagno di squadra, il messicano Sergio Pérez.
All'intero weekend di gara hanno assistito 303 000 spettatori, allora nuovo record per il Gran Premio d'Ungheria sul circuito dell'Hungaroring. Il precedente primato apparteneva all'edizione precedente del 2022, caratterizzata da una presenza di 290 000 spettatori nel fine settimana.

## Vigilia

### Aspetti tecnici
Per questo Gran Premio la Pirelli, fornitore unico degli pneumatici, offre la scelta tra gomme di mescola C3, C4 e C5, la tipologia di mescole più morbide che caratterizzano l'intera gamma messa a disposizione dall'azienda fornitrice degli pneumatici per il campionato. È la prima edizione del Gran Premio dove la Pirelli stabilisce questa tipologia di pneumatici. Essa viene stabilita per la sesta volta in stagione, e per la prima volta dal Gran Premio d'Austria. Prima del precedente Gran Premio di Gran Bretagna, la Pirelli nomina anche le mescole per il successivo Gran Premio del Belgio.
La Federazione conferma le due tradizionali zone del Drag Reduction System in uso dall'edizione 2013 della gara quando l'organo mondiale dell'automobilismo decise di aumentare sul circuito dell'Hungaroring a due i tratti in cui utilizzare il dispositivo mobile, dopo l'unica precedente zona utilizzata dal 2011, stagione in cui il dispositivo fu introdotto nella categoria, fino alla stagione successiva, al fine di favorire i sorpassi. I piloti possono attivare l'alettone mobile posteriore sul rettilineo principale dei box e tra la curva 1 e la curva 2, il nuovo tratto aggiuntivo introdotto in seguito. Per entrambe le zone di attivazione vi è sempre un unico punto per la determinazione del distacco fra piloti, posto prima della curva 14.
La Federazione ha anche analizzato le zone del DRS durante il 2022, introducendo cambiamenti per il 2023 al fine di facilitare i sorpassi o renderli più difficili in alcuni circuiti in cui si riteneva che la zona in cui utilizzare il dispositivo mobile fosse troppo facile o difficile al fine di effettuare un sorpasso. Il circuito dell'Hungaroring non rientra tra i tracciati oggetto di queste modifiche.
Rispetto all'edizione del 2022, il circuito è caratterizzato da alcune modifiche. Nuove barriere di protezione sono state installate sul lato destro alla curva 2. Il guard rail sul lato destro alla stessa curva è stato sostituito con una barriera di cemento e recinzione per detriti.
La Federazione rende noto che al termine della gara del precedente Gran Premio di Gran Bretagna, tra le prime dieci vetture classificate è stata sorteggiata la Red Bull Racing di Max Verstappen per le verifiche tecniche. Le ispezioni hanno riguardato il sistema di alimentazione secondo gli articoli 5.11 e 6 del regolamento tecnico, nonché il sistema di alimentazione secondo la specifica relativa alla TD001 F 3.1. Tutti i componenti ispezionati sono risultati essere conformi al regolamento.
Prima dell'inizio della prima sessione di prove libere del venerdì, sulla vettura di Sergio Pérez e Kevin Magnussen viene installata la quarta scatola del cambio e la quarta trasmissione. Entrambi i piloti non sono penalizzati sulla griglia di partenza in quanto i nuovi componenti installati rientrano tra quelli utilizzabili nel numero massimo stabilito dal regolamento tecnico. Sulla vettura di Esteban Ocon viene installata la terza unità relativa al motore a combustione interna, al turbocompressore, all'MGU-H e all'MGU-K, e la quinta unità relativa all'impianto di scarico. Sulla vettura di Magnussen viene installata la terza unità relativa all'MGU-K, e sulla vettura di Lewis Hamilton e Yuki Tsunoda la quarta unità relativa all'impianto di scarico. Tutti i piloti non sono penalizzati sulla griglia di partenza in quanto i nuovi componenti installati rientrano tra quelli utilizzabili nel numero massimo stabilito dal regolamento tecnico.

### Aspetti sportivi
Il Gran Premio rappresenta l'undicesimo appuntamento stagionale a distanza di due settimane dalla disputa del Gran Premio di Gran Bretagna, decima gara del campionato. L'edizione della gara rappresenta il 1 090º Gran Premio del campionato mondiale di Formula 1. Il campionato disputa ancora un altro appuntamento in Europa, il quinto complessivo della stagione previsto nel vecchio continente, nonché il terzo consecutivo. Il Gran Premio d'Ungheria è la terza e penultima prova, su quattro in totale, calendarizzate nel mese di luglio, fino a prima della pausa estiva, e quella d'intermezzo del calendario della stagione. Il mondiale disputa una gara sulla tipologia di tracciato permanente per il terzo weekend di gara consecutivo. Alla vigilia della gara, il contratto per l'inserimento della gara nel calendario mondiale, sempre sul circuito dell'Hungaroring, è stato rinnovato fino alla stagione 2032, prolungando di altri cinque anni l'accordo già stipulato nel mese di giugno della stagione 2020. Sponsor del Gran Premio per questa edizione è, per la prima volta, la compagna di bandiera qatariota Qatar Airways. A questa edizione assistono 303 000 spettatori nel corso del weekend di gara, il quale rappresenta il record assoluto per il Gran Premio. Il precedente primato apparteneva all'edizione precedente del 2022, caratterizzata da 290 000 spettatori nel fine settimana.
Presente nel calendario del campionato mondiale di Formula 1 fin dalla stagione 1986 e valido quale prova della categoria dallo stesso anno, il Gran Premio d'Ungheria vede la disputa della sua trentanovesima edizione, la trentottesima valida per il mondiale. Il Gran Premio, una volta inserito nel calendario del campionato mondiale, fu il primo a disputarsi in un Paese del blocco orientale, nonostante all'inizio degli anni 1980 si paventò l'idea di disputare una gara a Mosca, in Russia. L'ingresso della corsa in calendario fu fortemente voluta dallo stato ungherese per favorire la diffusione interna dell'automobilismo sportivo. Il circuito dell'Hungaroring, che detiene il record del circuito più velocemente realizzato nella storia della Formula 1, è il tracciato ad aver ospitato tutte le edizioni della gara, su tre principali diverse configurazioni, la cui la prima utilizzata dall'edizione del 1986 a quella del 1988, la seconda dall'edizione del 1989 a quella del 2002, in cui la lunghezza del tracciato, così come il numero totali delle curve, furono ridotte, mentre l'attuale terza in uso dall'edizione del 2003, in cui si caratterizza per la lunghezza maggiore rispetto alle due configurazioni precedentemente utilizzate, con una curva aggiuntiva rispetto al secondo vecchio layout. Il tracciato ungherese, per 37 volte, è dietro solo all'Autodromo nazionale di Monza con 42, sede del Gran Premio d'Italia, per numero di edizioni di un Gran Premio disputate consecutivamente. L'unica edizione del Gran Premio tenutasi in una località diversa da quella della capitale Budapest, comunque non valida per il campionato mondiale di Formula 1, fu quella inaugurale del 1936, corsa sul circuito di Népliget.
Con l'intenzione di rendere l'uso degli pneumatici più sostenibile in futuro, la Formula 1 testa una riduzione dei set di pneumatici assegnati da 13 a 11 in due Gran Premi nel 2023. In queste gare, tra cui questo appuntamento e l'altra il Gran Premio d'Italia in programma a settembre, l'uso degli pneumatici nelle qualifiche sarà dure in Q1, medie in Q2 e morbide in Q3, con clima asciutto. Inizialmente una delle due gare scelte fu il Gran Premio dell'Emilia-Romagna, prima del suo annullamento.
A partire da questo Gran Premio, il pilota australiano di riserva della scuderia austriaca Red Bull Racing, Daniel Ricciardo, prende il posto di quello olandese Nyck de Vries alla scuderia italiana AlphaTauri, a causa degli scarsi risultati ottenuti da parte di quest'ultimo nelle prime dieci gare. Per Ricciardo è un ritorno da pilota titolare nella categoria dopo averne preso parte per l'ultima volta nel Gran Premio di Abu Dhabi 2022, ultimo appuntamento della stagione precedente, con la scuderia britannica McLaren. L'australiano, vincitore dell'edizione 2014 della gara con la Red Bull Racing, subentrò già a stagione in corso durante quella del 2011, anno di debutto nella massima categoria, con l'ex scuderia HRT nel Gran Premio di Gran Bretagna, sostituendo il pilota indiano Narain Karthikeyan. Per la prima volta dal Gran Premio del Brasile 2013 in cui gareggiarono Ricciardo con l'AlphaTauri all'epoca denominata Toro Rosso, e Mark Webber con la Red Bull Racing, due piloti australiani, lo stesso Ricciardo e il pilota della McLaren, Oscar Piastri, prendono parte allo stesso Gran Premio. Ricciardo ha preso parte a 232 Gran Premi, ha ottenuto 1 311 punti, otto vittorie e tre pole position. Si è classificato terzo nel mondiale piloti del 2014 e 2016. Ha corso per l'AlphaTauri denominata Toro Rosso nelle stagioni 2012 e 2013, per la Red Bull Racing dal 2014 al 2018, per l'Alpine denominata Renault nel 2019 e 2020, e per la McLaren nel 2021 e 2022. Il miglior risultato di Ricciardo ottenuto con il costruttore di Faenza è stato il settimo posto nel Gran Premio di Cina e nel Gran Premio d'Italia della stagione 2013.
La scuderia britannica Williams corre con uno speciale emblema sportivo per celebrare gli ottocento Gran Premi nella categoria, rendendo omaggio alla loro eredità britannica e al loro fondatore, Sir Frank Williams. La Williams, con sede a Grove, debuttò nella stagione 1978, nel Gran Premio d'Argentina, e da allora ha ottenuto nove mondiali costruttori, sette mondiali piloti, 114 vittorie, 313 podi, 3 603 punti, 128 pole position e 133 giri veloci. Una livrea realizzata per tale riconoscimento fu utilizzata nel precedente Gran Premio di Gran Bretagna poiché doveva inizialmente essere il loro speciale traguardo prima dell'annullamento del Gran Premio dell'Emilia-Romagna. La scuderia francese Alpine annuncia la promozione di Bruno Famin alla carica di vicepresidente di Alpine Motorsports. L'ingegnere guiderà ogni attività del gruppo in tutte le discipline motoristiche, Formula 1 compresa, e continuerà a dirigere la divisione dei motori. Famin riporterà esclusivamente al CEO Laurent Rossi. A livello gerarchico è sopra il team principal Otmar Szafnauer. Inoltre, l'ex direttore tecnico della Ferrari, Philippe Krief, rileva Laurent Rossi come CEO. Krief contina a svolgere le sue mansioni di vicepresidente per il marchio, in attesa dell’arrivo del suo successore. In qualità di membro del Gruppo Renault, riferirà direttamente a Luca de Meo, CEO del gruppo. Rossi si concentra su progetti speciali legati alla trasformazione di quest'ultimo.
L'ex pilota di Formula 1 Vitantonio Liuzzi è nominato commissario aggiunto. L'italiano ha svolto in passato, in diverse occasioni, tale funzione, l'ultima al Gran Premio di Abu Dhabi 2022, ultima prova del campionato precedente. È la casa automobilistica tedesca Mercedes, come nella gara precedente, a fornire la safety car e la medical car.

## Prove

### Resoconto
La prima sessione di prove libere è stata caratterizzata da ben due interruzioni con bandiera rossa, per incidente, e dalla pioggia, che ha limitato fortemente il lavoro delle scuderie. Il più rapido è stato George Russell che, comunque, ha colto la prestazione con gomme da bagnato intermedio. Alle spalle del britannico si è piazzato Oscar Piastri, staccato di tre decimi, mentre tutti gli altri piloti sono a oltre un secondo. In totale solo tredici piloti hanno chiuso la sessione con un tempo cronometrato. Essa è stata, nella prima occasione, interrotta dopo un incidente di Sergio Pérez, uscito di pista alla curva 5. Il messicano aveva portato la sua monoposto sull'erba della curva precedente, perso il controllo della vettura, che è finita in testacoda, per terminare la sua corsa contro le protezioni. Poco dopo la pioggia ha fatto la sua comparsa sul tracciato, obbligando i piloti a proseguire senza montare gomme slick. La seconda interruzione, nella fase finale della sessione, è dovuta a un altro incidente, questo volta causato da Carlos Sainz Jr.. Il pilota della Ferrari ha compiuto un testacoda, tra le curve 3 e 4. La monoposto è poi finita contro le barriere, danneggiando l'ala anteriore. A seguito di questo evento, la direzione di gara ha interrotto, anzitempo, le prove.
La sessione pomeridiana si è svolta su pista asciutta, ma poco gommata. A prevalere è stato Charles Leclerc, che ha chiuso un giro di soli tre decimi più lento del tempo che valse la pole position, nell'edizione del 2022. La velocità della McLaren è stata, invece, confermata dal secondo tempo per Lando Norris, che ha chiuso davanti a Pierre Gasly. Sono apparse in difficoltà le Red Bull Racing: Max Verstappen è undicesimo, penalizzato da un problema alla batteria e dall'instabilità al retrotreno, mentre Pérez, che comunque ha saltato la parte iniziale della sessione, è solo diciottesimo. Anche le Mercedes sono confinate nella parte finale della graduatoria, ma le vetture tedesche hanno preferito studiare le gomme a mescola media, per la gara. Stessa scelta fatta da Piastri.
Durante le prime due sessioni di prove libere del venerdì, Carlos Sainz Jr., Yuki Tsunoda e Alexander Albon utilizzano l'assemblaggio di una trasmissione al di fuori dell'allocazione prevista secondo il regolamento tecnico. Tutti e tre i piloti non sono penalizzati sulla griglia di partenza in quanto tale operazione rientra tra quelle effettuabili nel numero massimo consentito dal regolamento tecnico.
Prima dell'inizio della terza sessione di prove libere del sabato, sulla vettura di Zhou Guanyu viene installata la terza scatola del cambio e la terza trasmissione. Il pilota cinese dell'Alfa Romeo non è penalizzato sulla griglia di partenza in quanto i nuovi componenti installati rientrano tra quelli utilizzabili nel numero massimo stabilito dal regolamento tecnico. Sulla vettura di Valtteri Bottas e Zhou viene installata la terza unità relativa al turbocompressore, all'MGU-H e all'MGU-K, e la quinta unità relativa all'impianto di scarico sulla vettura del finlandese. Sulla vettura di Nico Hülkenberg viene installata la quarta unità relativa all'MGU-K. Tutti i piloti non sono penalizzati sulla griglia di partenza in quanto i nuovi componenti installati rientrano tra quelli utilizzabili nel numero massimo stabilito dal regolamento tecnico.
Lewis Hamilton risulta il migliore della sessione del sabato. Il pilota della Mercedes è l'unico a chiudere un giro in meno di un minuto e 18 secondi. La pista, a causa dell'aumento della temperatura rispetto alla giornata del venerdì, è risultata molto diversa per le prestazioni, soprattutto per le gomme di mescola più morbida, in difficoltà già al termine del primo giro. Alle spalle dell'ex campione del mondo si sono piazzate le due Red Bull Racing, con Verstappen che si è lamentato per la carenza di aderenza, seguite da Nico Hülkenberg, Norris e Russell. Le Ferrari sono risultate meno performanti della giornata precedente, avendo sofferto per il vento che rende instabile il loro retrotreno. Le vetture italiane si sono, comunque, più concentrate sullo studio delle soluzioni per la gara.

### Risultati
Nella prima sessione del venerdì si è avuta questa situazione:
| Pos | Nº | Pilota         | Costruttore                  | Tempo    | Gap    | Giri |
| --- | -- | -------------- | ---------------------------- | -------- | ------ | ---- |
| 1   | 63 | George Russell | Mercedes                     | 1'38"795 |        | 13   |
| 2   | 81 | Oscar Piastri  | McLaren-Mercedes             | 1'39"154 | +0"359 | 14   |
| 3   | 18 | Lance Stroll   | Aston Martin Aramco-Mercedes | 1'40"013 | +1"218 | 10   |

Nella seconda sessione del venerdì si è avuta questa situazione:
| Pos | Nº | Pilota          | Costruttore      | Tempo    | Gap    | Giri |
| --- | -- | --------------- | ---------------- | -------- | ------ | ---- |
| 1   | 16 | Charles Leclerc | Ferrari          | 1'17"686 |        | 20   |
| 2   | 4  | Lando Norris    | McLaren-Mercedes | 1'17"701 | +0"015 | 30   |
| 3   | 10 | Pierre Gasly    | Alpine-Renault   | 1'17"918 | +0"232 | 26   |

Nella sessione del sabato mattina si è avuta questa situazione:
| Pos | Nº | Pilota         | Costruttore                | Tempo    | Gap    | Giri |
| --- | -- | -------------- | -------------------------- | -------- | ------ | ---- |
| 1   | 44 | Lewis Hamilton | Mercedes                   | 1'17"811 |        | 20   |
| 2   | 1  | Max Verstappen | Red Bull Racing-Honda RBPT | 1'18"061 | +0"250 | 23   |
| 3   | 11 | Sergio Pérez   | Red Bull Racing-Honda RBPT | 1'18"067 | +0"256 | 25   |

## Qualifiche

### Resoconto
Prima delle qualifiche, i commissari sportivi comunicano che la scuderia statunitense Haas, al termine della terza sessione di prove libere, non ha restituito elettronicamente, prima dell'inizio delle qualifiche, un set di pneumatici intermedi utilizzati sulla vettura di Kevin Magnussen e Nico Hülkenberg, come previsto dal regolamento tecnico, coperture utilizzate durante la prima sessione di prove libere. Entrambi i piloti vengono convocati dalla direzione gara. La Haas viene sanzionata con 5 000 euro per ogni pilota da parte della Federazione.
Sergio Pérez segna il primo tempo di riferimento (1'19"292), davanti a Norris e Zhou, ma è Bottas che abbassa, di molto, il limite, con 1'18"818. Leclerc è solo quinto, mentre nemmeno Verstappen è capace di battere il tempo del pilota dell'Alfa Romeo. Oscar Piastri sale in terza posizione. In seguito l'australiano cede la posizione a Hamilton, a sua volta battuto dal compagno di team Russell. A seguito dell'arrivo di altri tempi, i piloti della Ferrari si trovano nella parte bassa della graduatoria. Bottas, invece, conferma la bontà della sua monoposto, abbassando il suo tempo in 1'18"775. Nel frattempo sono molteplici i tempi eliminati, perché i piloti non hanno rispettato i limiti del tracciato. Anche l' AlphaTauri sembra competitiva, con Ricciardo settimo, poi spinto in giù di una posizione dal quarto tempo di Yuki Tsunoda. A sette minuti dal termine della Q1 la distanza tra il miglior tempo e l'ultimo, è di poco superiore al secondo. Rimontano anche i piloti dell'Alpine, con Ocon quarto e Gasly secondo. A tre minuti dalla fine rientra in pista Leclerc, che non ha un tempo sufficiente per il passaggio alla fase successiva: il monegasco ottiene il miglior parziale nel primo settore, chiudendo col terzo tempo. Nel frattempo Pérez e Zhou si alternano in vetta alla classifica dei tempi. La classifica viene rivoluzionata da ogni passaggio. Alonso è quarto, poi battuto da Piastri, a sua volta preceduto da Carlos Sainz Jr.. Norris, secondo, vede cancellato il suo tempo; ciò lo respinge in tredicesima posizione. In seguito il pilota della McLaren sale decimo. Non migliorano Russell (diciottesimo), né Tsunoda (diciassettesimo). Assieme a questi due, non accedono alla Q2 Albon, Magnussen e Sargeant.
Pérez è ancora il primo a chiudere un giro in sessione: 1'17"675. Pochi piloti decidono, in realtà, di affrontare subito il tracciato; la maggioranza attende quando mancano dieci minuti al termine della sessione. Ocon è secondo, poi superato da Lance Stroll. In seguito è Verstappen a installarsi al comando. Norris chiude a soli 32 millesimi dall'olandese. Anche in questo caso, però, la giuria cancella dei tempi, per il non rispetto dei limiti della pista: ne fanno le spese sia Stroll che Verstappen. Norris si trova al comando, davanti al compagno di scuderia Piastri; Lewis Hamilton prende il quinto tempo, davanti ad Alonso. Successivamente sale sesto Zhou Guanyu, che precede il duo della Ferrari. Verstappen, senza tempi validi, rientra in pista, senza essere capace di migliorare il tempo di Norris, classificandosi nella piazza d'onore. Anche Hülkenberg rimonta quarto, mentre Hamilton scavalca Verstappen. Risale ancora Bottas, quarto, mentre Leclerc, sesto, di fatto elimina Sainz Jr.. Oltre allo spagnolo, non passano alla fase finale Ocon, Ricciardo, Stroll e Gasly, il cui ultimo tempo gli viene annullato.
In Q3 tutti i piloti vanno in pista molto presto: a causa del caldo, e dell'obbligo dell'utilizzo delle gomme morbide, un solo giro rapido è possibile per ogni set a disposizione. Pérez marca 1'17"142. Hülkenberg si ferma a 0"166 dal messicano, battuto però da Norris (1'16"904). Alle sue spalle sale Fernando Alonso. Le due Alfa Romeo hanno il quarto e sesto tempo. Il tempo di Zhou è, comunque, annullato. Leclerc sale quarto, alle spalle di Pérez, mentre Verstappen strappa la pole position provvisoria, con 1’16"612. Alle sue spalle si pone Hamilton (1'16"738). Hülkenberg si migliora, ma è ottavo. Anche Leclerc abbassa il suo tempo, scalando in quarta posizione. Non vi riesce, invece, Verstappen. Risale quinto Alonso, battuto da Piastri, quarto. Subito alle spalle dell'australiano chiude Zhou. Norris termina le sue qualifiche a soli 0"082 da Verstappen. L'ultimo pilota a chiudere le qualifiche è Hamilton, che strappa la partenza al palo al campione del mondo, per tre millesimi.
Il pilota della Mercedes conquista la centoquattresima pole position in carriera, per la prima volta da quella ottenuta nella prima edizione del Gran Premio d'Arabia Saudita corsa nella stagione 2021. Per il costruttore tedesco è la centotrentasettesima partenza al palo nella storia del mondiale, la prima da quella ottenuta nell'edizione precedente del Gran Premio con Russell, dopo un digiuno di diciannove gare. Verstappen, alla cinquantunesima prima fila in carriera, ottiene solamente la seconda partenza in prima fila sul circuito dell'Hungaroring, dopo la pole position presa nell'edizione del 2019. Norris, terzo, ottiene la partenza nei primi quattro per la quarta volta nelle ultime cinque gare, mentre con Piastri quarto classificato entrambe le McLaren partono nei primi quattro posti per la seconda gara consecutiva. Zhou, quinto, ottiene la miglior posizione di qualificazione in carriera, migliorando di quattro posizioni la sua miglior qualifica nella categoria. Il pilota dell'Alfa Romeo non aveva raggiunto il Q3 prima d'ora in stagione. Leclerc è sesto, qualificandosi al di fuori dei primi cinque per la terza volta nelle ultime cinque gare, mentre Bottas è settimo, per la decima volta consecutiva partente nei primi dieci sul circuito ungherese, la sua miglior striscia su un qualsiasi tracciato. Alonso è ottavo ma è l'unico pilota in stagione ad aver sempre raggiunto la Q3 in ogni gara. Pérez, nono, si qualifica al Q3 per la prima volta nelle ultime sei gare. Il pilota messicano è qualificato due posizioni avanti rispetto al risultato dell'edizione precedente. Hülkenberg, con la decima posizione, si qualifica al Q3 per la sesta volta in campionato. Sainz Jr., undicesimo, si qualificò in prima fila nell'edizione precedente. L'eliminazione in Q2 è stata la prima per lo spagnolo del Gran Premio d'Arabia Saudita 2021, terminando una striscia di trentatré gare. Il pilota della Ferrari accumula un distacco di soli 0"375 dal miglior tempo in Q2 siglato da Norris, venendo comunque eliminato. Ocon è dodicesimo in quel che è stata la terza eliminazione consecutiva in Q2, mentre Ricciardo stabilisce il miglior risultato in qualifica per l'AlphaTauri nelle ultime cinque gare. Il pilota australiano termina una striscia di tre gare in cui il costruttore non è riuscito a presentare almeno una vettura in Q2. Stroll è quattordicesimo e per la quarta volta in stagione manca l'accesso al Q3, mentre Gasly, quindicesimo, è eliminato per la prima volta in campionato in Q2. Il pilota francese dell'Alpine è stato eliminato per tre volte in Q1. Russell, in pole position nell'edizione precedente, è eliminato in Q1, per la prima volta in stagione. Egli viene sopravanzato dal compagno di scuderia in qualifica sul circuito dell'Hungaroring per la prima volta. Dopo tre apparizioni consecutive in Q3, Albon viene eliminato in Q1, mentre Tsunoda, per la prima volta in carriera, è eliminato nella stessa fase per la quarta gara di fila. Magnussen è eliminato in Q1 per la quinta volta nelle ultime sei gare. Grazie alla conquista della prima piazza, Hamilton estende il record del maggior numero di pole position ottenute da un singolo pilota nella storia della categoria, con 104. Il pilota britannico pone fine alla striscia più lunga della sua carriera senza pole position, arrivata al trentatreesimo Gran Premio. Hamilton stabilisce anche il record del maggior numero di partenze al palo per un pilota in uno stesso Gran Premio e su uno stesso tracciato, entrambe con nove, nonché ottiene l'undicesima prima fila sul circuito dell'Hungaroring, al pari delle prime file ottenute sul circuito di Yas Marina, record di tutti i tempi. Hamilton stabilisce anche il nuovo record per distanza massima tra due pole position, con 16 anni, un mese e 12 giorni, dalla prima conquistata nel Gran Premio del Canada 2007, battendo Kimi Räikkönen con 15 anni, due mesi e quattro giorni dalla prima partenza al palo ottenuta nel Gran Premio d'Europa 2003 all'ultima siglata nel Gran Premio d'Italia 2018. Egli è il quarto pilota differente in stagione in pole position, dopo Verstappen, Pérez e Leclerc. Per la Mercedes è la nona pole position nel Gran Premio d'Ungheria, più di qualsiasi altro costruttore, nonché la quarta consecutiva, oltre a essere il terzo team differente a partire davanti a tutti in campionato, dopo la Red Bull Racing e la Ferrari. Hamilton termina una striscia di cinque pole position appannaggio di Verstappen, iniziata nel Gran Premio di Monaco, mentre la Mercedes conclude una striscia di sei partenze davanti a tutti della Red Bull Racing, iniziata nel Gran Premio di Miami. Per il dodicesimo anno consecutivo la Mercedes conquista almeno una pole position in stagione, mentre per la ventunesima stagione di fila una vettura motorizzata Mercedes occupa la prima posizione di partenza. La Mercedes ottenne l'ultima partenza davanti a tutti, con Russell, nel Gran Premio di San Paolo 2022, grazie alla vittoria della Sprint, cui valse la partenza al palo. Ricciardo è qualificato nella stessa posizione di partenza dell'ultima gara a cui ha preso parte, con la McLaren, nel Gran Premio di Abu Dhabi 2022, ultimo appuntamento della stagione precedente. I primi dieci piloti sono separati da 0"577, eguagliando esattamente il minor distacco tra i primi dieci classificati nella storia della Formula 1 in qualifica, nel Gran Premio del Brasile 2003. Il vincitore del Gran Premio è stato appannaggio del pilota partente in seconda posizione solamente una volta nelle ultime dodici gare, quando Hamilton vinse l'edizione del 2016, partendo secondo. Grazie alla quinta posizione di Zhou, una vettura dell'Alfa Romeo, motorizzata Ferrari, sopravanza in qualifica entrambe le vetture della scuderia di Maranello, con Leclerc sesto e Sainz Jr. undicesimo. Sargeant è stato il pilota più lento in Q1, con un distacco di soli 1"105 da quello più rapido della stessa fase, Zhou, il quale rappresenta il secondo divario più basso della storia, dopo il Gran Premio d'Austria. Il distacco di 0"003 tra i primi due piloti più rapidi è il margine più basso registrato in qualifica in campionato. Cinque scuderie differenti occupano le prime sei posizioni di partenza.
Sono stati cancellati dodici tempi dai commissari sportivi ai piloti per non aver rispettato i limiti della pista, durante le qualifiche. Si sono visti cancellare il tempo tre volte Zhou Guanyu (una volta alla curva 5, una volta alla curva 4 e una volta alla curva 12), una volta Kevin Magnussen (alla curva 5), Oscar Piastri (alla curva 12), Alexander Albon (alla curva 4), Logan Sargeant (alla curva 11), Lando Norris (alla curva 5), Lance Stroll (alla curva 12), Max Verstappen (alla curva 5), Pierre Gasly (alla curva 4) e Sergio Pérez (alla curva 4).
Al termine delle qualifiche, Valtteri Bottas e Lance Stroll vengono convocati dai giudici di gara in quanto il pilota canadese ha ostacolato quello finlandese alla curva 13, nel corso della Q1. Stroll non riceve sanzioni.

### Risultati
Nella sessione di qualifica si è avuta questa situazione:
| Pos                         | Nº | Pilota           | Costruttore                  | Q1       | Q2       | Q3       | Griglia |
| --------------------------- | -- | ---------------- | ---------------------------- | -------- | -------- | -------- | ------- |
| 1                           | 44 | Lewis Hamilton   | Mercedes                     | 1'18"577 | 1'17"427 | 1'16"609 | 1       |
| 2                           | 1  | Max Verstappen   | Red Bull Racing-Honda RBPT   | 1'18"318 | 1'17"547 | 1'16"612 | 2       |
| 3                           | 4  | Lando Norris     | McLaren-Mercedes             | 1'18"697 | 1'17"328 | 1'16"694 | 3       |
| 4                           | 81 | Oscar Piastri    | McLaren-Mercedes             | 1'18"464 | 1'17"571 | 1'16"905 | 4       |
| 5                           | 24 | Zhou Guanyu      | Alfa Romeo-Ferrari           | 1'18"143 | 1'17"700 | 1'16"971 | 5       |
| 6                           | 16 | Charles Leclerc  | Ferrari                      | 1'18"440 | 1'17"580 | 1'16"992 | 6       |
| 7                           | 77 | Valtteri Bottas  | Alfa Romeo-Ferrari           | 1'18"775 | 1'17"563 | 1'17"034 | 7       |
| 8                           | 14 | Fernando Alonso  | Aston Martin Aramco-Mercedes | 1'18"580 | 1'17"701 | 1'17"035 | 8       |
| 9                           | 11 | Sergio Pérez     | Red Bull Racing-Honda RBPT   | 1'18"360 | 1'17"675 | 1'17"045 | 9       |
| 10                          | 27 | Nico Hülkenberg  | Haas-Ferrari                 | 1'18"695 | 1'17"652 | 1'17"186 | 10      |
| 11                          | 55 | Carlos Sainz Jr. | Ferrari                      | 1'18"393 | 1'17"703 | N.D.     | 11      |
| 12                          | 31 | Esteban Ocon     | Alpine-Renault               | 1'18"854 | 1'17"841 | N.D.     | 12      |
| 13                          | 3  | Daniel Ricciardo | AlphaTauri-Honda RBPT        | 1'18"906 | 1'18"002 | N.D.     | 13      |
| 14                          | 18 | Lance Stroll     | Aston Martin Aramco-Mercedes | 1'18"782 | 1'18"144 | N.D.     | 14      |
| 15                          | 10 | Pierre Gasly     | Alpine-Renault               | 1'18"743 | 1'18"217 | N.D.     | 15      |
| 16                          | 23 | Alexander Albon  | Williams-Mercedes            | 1'18"917 | N.D.     | N.D.     | 16      |
| 17                          | 22 | Yuki Tsunoda     | AlphaTauri-Honda RBPT        | 1'18"919 | N.D.     | N.D.     | 17      |
| 18                          | 63 | George Russell   | Mercedes                     | 1'19"027 | N.D.     | N.D.     | 18      |
| 19                          | 20 | Kevin Magnussen  | Haas-Ferrari                 | 1'19"206 | N.D.     | N.D.     | 19      |
| 20                          | 2  | Logan Sargeant   | Williams-Mercedes            | 1'19"248 | N.D.     | N.D.     | 20      |
| Tempo limite 107%: 1'23"613 |    |                  |                              |          |          |          |         |

In grassetto sono indicate le migliori prestazioni in Q1, Q2 e Q3.

## Gara

### Resoconto
Al via quasi tutti i piloti montano gomme medie: solo Russell e Hülkenberg usano le gomme a mescola hard, mentre Sainz Jr., Stroll, Gasly e Tsunoda optano per le gomme soft.
Il poleman Hamilton parte male, si lascia passare sia da Max Verstappen, che dal duo della McLaren. Nelle retrovie Zhou Guanyu parte anch'esso male, tampona Daniel Ricciardo, alla prima frenata; il pilota dell'AlphaTauri, a sua volta, colpisce Pierre Gasly, che termina contro la vettura di Esteban Ocon. Le due Alpine sono costrette subito al ritiro. La direzione di gara commina cinque secondi di penalità al pilota cinese. La classifica resta invariata fino all'ottavo giro, quando Sergio Pérez prende, ad Alonso, la settima posizione, alle spalle delle due Ferrari. Al sedicesimo giro Sainz Jr., partito con le gomme morbide, si ferma ai box, per passare alle dure. Il giro dopo Hamilton monta lo stesso tipo di coperture. Ancora un giro e si fermano anche Norris e Charles Leclerc. Il pit stop del ferrarista è lento, a causa del malfunzionamento della pistola che inserisce il dado della gomma posteriore sinistra. Piastri effettua la sua prima sosta al diciannovesimo giro, e rientra in pista alle spalle di Norris che, fino al cambio gomme, era alle spalle dell'australiano.
Le due Red Bull Racing si ritrovano nelle prime due posizioni, anche se Verstappen gode di un margine di 21 secondi su Pérez. Leclerc, ora decimo, prende la posizione a Stroll. Alonso si ferma per il cambio gomme al ventunesimo passaggio. Pérez attende il venticinquesimo giro: il messicano rientra in gara settimo, dietro a Sainz Jr., ma davanti a Leclerc. La classifica vede ora, alle spalle di Verstappen, che ha cambiato le gomme al venticinquesimo giro, Norris, Piastri e Lewis Hamilton. Dietro all'ex campione del mondo è risalito Russell, che ancora non ha cambiato le gomme. Sainz Jr. sembra poter passare il pilota della Mercedes, ma proprio quando tenta il sorpasso, sopraggiunge Pérez che passa lo spagnolo. Poco dopo il pilota della Red Bull Racing passa anche Russell che, subito dopo, va ai box. Al trentesimo giro Verstappen guida con oltre sei secondi su Lando Norris, oltre 11 su Piastri, 21 su Hamilton e 26"3 sul compagno di team Pérez. Quest'ultimo è capace di avvicinarsi a Hamilton, che però si difende. Piastri e Pérez vanno alla seconda sosta, al quarantatreesimo giro, seguiti, nel giro successivo, da Leclerc. Tocca, in seguito, anche a Norris. Questo fa scalare, nella piazza d'onore, Hamilton, staccato di 33 secondi dal leader di gara. Al quarantottesimo giro Pérez prende la quarta posizione di Oscar Piastri. 
Hamilton effettua la seconda sosta ai box al cinquantesimo giro, e decide di chiudere la gara con gomme medie. Rientra in pista quinto, dietro a Piastri. La direzione di gara commina, intanto, cinque secondi penalità a Leclerc, per aver superato il limite di velocità in pit lane, prima di effettuare la seconda sosta. Verstappen si ferma, ancora, solo al cinquantaduesimo giro: il giro dopo ottiene il giro veloce in gara, con 1'20"504. Il tempo, a fine gara, sarà di oltre un secondo più rapido del miglior tempo fatto segnare da tutti gli altri piloti. Il pilota olandese comanda su Norris, Pérez, Piastri, Hamilton e la coppia della Ferrari. Dopo la seconda sosta c'è il cambio di posizione fra i due piloti della scuderia italiana, con Leclerc davanti a Sainz Jr.. Al cinquantottesimo giro Hamilton raggiunge e supera Piastri, per il quarto posto. Le McLaren, competitive a inizio Gran Premio, a serbatoio scarico, non riescono a tenere il passo della concorrenza. Nella parte finale di gara anche Pérez sembra avvicinarsi a Norris, secondo, ma dovrà, invece, guardarsi dal ritorno di Hamilton, che però non potrà impensierire il messicano, nemmeno nell'ultimo passaggio. George Russell, al sessantacinquesimo giro, ha la meglio su Sainz Jr., per il settimo posto. Il britannico si avvicina a Leclerc, che non riesce a ridurre il margine che lo separa da Piastri; a causa della penalizzazione inflitta al monegasco, Russell, per prendergli la posizione, non ha bisogno di superarlo. Verstappen vince la gara, davanti a Norris e al compagno di scuderia Pérez, con 33 secondi di vantaggio sul britannico.
Il campione del mondo vince il quarantaquattresimo Gran Premio in carriera, la nona gara in stagione, la settima consecutiva, nonché il secondo successo nel Gran Premio d'Ungheria, bissando il trionfo dell'edizione precedente del 2022. Per la Red Bull Racing è l'undicesima vittoria consecutiva in stagione su altrettante gare, la centotreesima della propria storia e la quarta complessiva nel Gran Premio ungherese, la seconda consecutiva dopo il successo proprio con Verstappen un anno prima. Norris, che termina secondo per la seconda gara di fila, ottiene due podi consecutivi per la prima volta in carriera. Il britannico non aveva mai terminato sul circuito dell'Hungaroring nelle prime sei posizioni. Pérez, terzo, ottiene il primo podio sul circuito ungherese, mentre Hamilton, quarto, termina nelle prime quattro posizioni per la sesta volta nelle ultime nove gare. Il pilota britannico della Mercedes manca il podio sul circuito dell'Hungaroring per la prima volta dall'edizione 2017 della gara. Piastri termina nei primi cinque per la seconda gara consecutiva. Secondo nelle fasi iniziali della gara, il pilota australiano ha corso un Gran Premio nella posizione più alta di sempre. Russell termina sesto, terminando dodici posizioni avanti rispetto a dove è partito, la sua miglior prestazione in carriera in termini di posizioni guadagnate. Leclerc termina settimo, una posizione indietro rispetto a quella ottenuta nell'edizione precedente, mentre Alonso nono, in quel che è stato il peggior risultato per il pilota spagnolo sul circuito magiaro per la prima volta dal risultato del 2009. Stroll, decimo, termina a punti per la quarta volta nelle ultime cinque gare. Per Max Verstappen, che ha concluso ogni Gran Premio della stagione in prima o seconda posizione, è stata la settima vittoria consecutiva, e diventa il quinto pilota nella storia della categoria a vincere sette gare di fila, dopo Alberto Ascari, Michael Schumacher, Sebastian Vettel e Nico Rosberg. L'olandese è al secondo posto generale nel gruppo di piloti per il maggior numero di gare consecutive vinte, e a due lunghezze dal record di nove gare vinte di fila di Vettel nella stagione 2013. Il leader della classifica piloti ha condotto un Gran Premio per tutti i suoi giri per l'undicesima volta in carriera, eguagliando Jackie Stewart e Schumacher. Per Verstappen è stata la trentesima gara consecutiva portata al traguardo, la striscia più lunga per un pilota della Red Bull Racing, battendo il precedente record di Ricciardo, nonché l'ottenimento del dodicesimo podio consecutivo, per la quarta striscia più lunga nella storia del mondiale, dietro a Schumacher, Hamilton e Alonso. Verstappen conquista la ventiquattresima vittoria dall'inizio del campionato precedente, a parimerito con i successi totali in Formula 1 di Juan Manuel Fangio, e a una lunghezza da quelli di Jim Clark e Niki Lauda. La Red Bull Racing, al duecentocinquantesimo podio, vince undici gare consecutive dall'inizio del campionato, eguagliando la striscia della McLaren di undici vittorie di fila della stagione 1988, e segna un nuovo record battendo il costruttore britannico, dopo trentacinque anni, con dodici vittorie consecutive, considerando il trionfo nel Gran Premio di Abu Dhabi 2022, ultima gara del campionato precedente. La McLaren, al primo podio sul circuito dell'Hungaroring dalla vittoria di Hamilton nell'edizione del 2012, segna due podi di fila per la prima volta dalla stagione 2012, quando Hamilton e Jenson Button vinsero, rispettivamente, il Gran Premio degli Stati Uniti d'America e il Gran Premio del Brasile. Pérez estende il margine su Alonso in classifica piloti a 32 punti. La Red Bull Racing non ha mai chiuso la classifica piloti presentando due piloti nelle prime due posizioni. Il vincitore della gara conclude con un margine di 33"731 sul secondo classificato, il distacco più ampio da quello stabilito da Hamilton nel Gran Premio di Russia 2021. Leclerc e Sainz Jr. terminano rispettivamente settimi e ottavi, dopo aver concluso, rispettivamente, nono e decimo nel precedente Gran Premio di Gran Bretagna 2023. Entrambe le Alpine sono ritirate dopo due giri e nessuno dei due piloti raggiunge la bandiera a scacchi per la seconda gara consecutiva. Gasly fu comunque classificato a Silverstone per aver completato il 90% della distanza di gara. Ricciardo, al ritorno da pilota titolare in un Gran Premio, termina nella stessa posizione da cui è partito, la tredicesima, la stessa piazza di partenza dell'ultima gara a cui ha preso parte, con la McLaren, nel Gran Premio di Abu Dhabi 2022. I meccanici della Red Bull Racing stabiliscono il primato stagionale di tempo per una sosta ai box durante un pit stop di Pérez, con 1"98. Il precedente record apparteneva sempre alla scuderia austriaca per una sosta ai box sempre di Pérez con 2"07 nel Gran Premio di Spagna. Anche la McLaren batte il tempo stabilito in Spagna, con 2"01 per una sosta ai box di Piastri.
Sono stati cancellati diciotto tempi dai commissari sportivi ai piloti per non aver rispettato i limiti della pista, durante la gara. Si sono visti cancellare il tempo tre volte Oscar Piastri (tutte le volte alla curva 4), due volte Kevin Magnussen (una volta alla curva 4 e una volta alla curva 7), Lando Norris (una volta alla curva 4 e una volta alla curva 5) e George Russell (una volta alla curva 11 e una volta alla curva 4), una volta Daniel Ricciardo, Alexander Albon, Lewis Hamilton, Nico Hülkenberg, Carlos Sainz Jr., Logan Sargeant, Lance Stroll, Sergio Pérez e Charles Leclerc (tutti alla curva 4).

### Risultati
I risultati del Gran Premio sono i seguenti:
| Pos | Nº | Pilota           | Costruttore                  | Giri | Tempo/Ritiro       | Griglia | Punti |
| --- | -- | ---------------- | ---------------------------- | ---- | ------------------ | ------- | ----- |
| 1   | 1  | Max Verstappen   | Red Bull Racing-Honda RBPT   | 70   | 1h38'08"634        | 2       | 26    |
| 2   | 4  | Lando Norris     | McLaren-Mercedes             | 70   | +33"731            | 3       | 18    |
| 3   | 11 | Sergio Pérez     | Red Bull Racing-Honda RBPT   | 70   | +37"603            | 9       | 15    |
| 4   | 44 | Lewis Hamilton   | Mercedes                     | 70   | +39"134            | 1       | 12    |
| 5   | 81 | Oscar Piastri    | McLaren-Mercedes             | 70   | +1'02"572          | 4       | 10    |
| 6   | 63 | George Russell   | Mercedes                     | 70   | +1'05"825          | 18      | 8     |
| 7   | 16 | Charles Leclerc  | Ferrari                      | 70   | +1'10"317          | 6       | 6     |
| 8   | 55 | Carlos Sainz Jr. | Ferrari                      | 70   | +1'11"073          | 11      | 4     |
| 9   | 14 | Fernando Alonso  | Aston Martin Aramco-Mercedes | 70   | +1'15"709          | 8       | 2     |
| 10  | 18 | Lance Stroll     | Aston Martin Aramco-Mercedes | 69   | +1 giro            | 14      | 1     |
| 11  | 23 | Alexander Albon  | Williams-Mercedes            | 69   | +1 giro            | 16      |       |
| 12  | 77 | Valtteri Bottas  | Alfa Romeo-Ferrari           | 69   | +1 giro            | 7       |       |
| 13  | 3  | Daniel Ricciardo | AlphaTauri-Honda RBPT        | 69   | +1 giro            | 13      |       |
| 14  | 27 | Nico Hülkenberg  | Haas-Ferrari                 | 69   | +1 giro            | 10      |       |
| 15  | 22 | Yuki Tsunoda     | AlphaTauri-Honda RBPT        | 69   | +1 giro            | 17      |       |
| 16  | 24 | Zhou Guanyu      | Alfa Romeo-Ferrari           | 69   | +1 giro            | 5       |       |
| 17  | 20 | Kevin Magnussen  | Haas-Ferrari                 | 69   | +1 giro            | 19      |       |
| 18  | 2  | Logan Sargeant   | Williams-Mercedes            | 67   | Surriscaldamento   | 20      |       |
| Rit | 31 | Esteban Ocon     | Alpine-Renault               | 2    | Danni da incidente | 12      |       |
| Rit | 10 | Pierre Gasly     | Alpine-Renault               | 1    | Danni da incidente | 15      |       |

Max Verstappen riceve un punto addizionale per aver segnato il giro più veloce della gara.

## Classifiche mondiali

### Piloti
| Pos | Pilota           | Punti |
| --- | ---------------- | ----- |
| 1   | Max Verstappen   | 281   |
| 2   | Sergio Pérez     | 171   |
| 3   | Fernando Alonso  | 139   |
| 4   | Lewis Hamilton   | 133   |
| 5   | George Russell   | 90    |
| 6   | Carlos Sainz Jr. | 87    |
| 7   | Charles Leclerc  | 80    |
| 8   | Lando Norris     | 60    |
| 9   | Lance Stroll     | 45    |
| 10  | Esteban Ocon     | 31    |
| 11  | Oscar Piastri    | 27    |
| 12  | Pierre Gasly     | 16    |
| 13  | Alexander Albon  | 11    |
| 14  | Nico Hülkenberg  | 9     |
| 15  | Valtteri Bottas  | 5     |
| 16  | Zhou Guanyu      | 4     |
| 17  | Yuki Tsunoda     | 2     |
| 18  | Kevin Magnussen  | 2     |

### Costruttori
| Pos | Costruttore                  | Punti |
| --- | ---------------------------- | ----- |
| 1   | Red Bull Racing-Honda RBPT   | 452   |
| 2   | Mercedes                     | 223   |
| 3   | Aston Martin Aramco-Mercedes | 184   |
| 4   | Ferrari                      | 167   |
| 5   | McLaren-Mercedes             | 87    |
| 6   | Alpine-Renault               | 47    |
| 7   | Williams-Mercedes            | 11    |
| 8   | Haas-Ferrari                 | 11    |
| 9   | Alfa Romeo-Ferrari           | 9     |
| 10  | AlphaTauri-Honda RBPT        | 2     |